# Надабинду-упанишада
«Надабинду-упанишада» (санскр. नाद-बिन्दु उपनिषद् или санскр. नादबिन्दूपनिषत) — священный текст индуизма на санскрите, одна из упанишад канона «Муктика», в котором числится под номером 38. Принадлежит «Риг-веде» и считается одной из «малых» упанишад. «Малый» статус «Надабинду-упанишады» является спорным, но принят в западной индологии начиная с первой публикации текста на английском языке в сборнике «Thirty Minor Upanishads» (1914).